# Arthur (film, 1981)
Pour les articles homonymes, voir Arthur.
Série
Arthur 2 : Dans la dèche
(1988)
Pour plus de détails, voir Fiche technique et Distribution.
Arthur est un film américain réalisé par Steve Gordon, sorti en 1981.

## Synopsis
Arthur Bach (Dudley Moore) est un enfant gâté, alcoolique et playboy de New York qui aime se faire promener en limousine par son chauffeur dans Central Park. Il est l'héritier de la fortune de son père (Thomas Barbour) s'élevant à plus 750 millions de dollars. Cette fortune ne lui sera accordée qu'en épousant Susan Johnson (Jill Eikenberry), une jeune femme de bonne famille, mais surtout de classe supérieure. Arthur n'aime pas Susan, mais sa famille sent qu'elle le fera enfin grandir. Arthur accepte à contrecœur ce  mariage arrangé, mais rencontre une serveuse du Queens de classe ouvrière, Linda Marolla (Liza Minnelli) et, en dépit du fait qu'elle est une voleuse, se sent attiré par elle.
Arthur lutte contre sa promesse de mariage avec Susan. Alors qu'il visite sa grand-mère Martha (Geraldine Fitzgerald), Arthur lui fait part de ses sentiments pour Linda, mais cette dernière l'avertit à nouveau qu'il sera désavoué. Son valet, Hobson (John Gielgud), qui a été plus comme un père pour lui que le vrai père d'Arthur, se rend compte qu'Arthur commence à mûrir et encourage secrètement Linda à assister à la soirée de fiançailles d'Arthur, lui expliquant qu'il sait reconnaître un jeune homme amoureux. Hobson est hospitalisé et Arthur se précipite à son chevet. Après plusieurs semaines, Hobson meurt et Arthur, qui était resté sobre pendant toute cette période, se réfugie dans l'alcool. Le jour de son mariage, il se rend au café où Linda travaille et lui fait la grande demande. A l'église, le père de Susan, Burt Johnson (Stephen Elliott), tente de le poignarder avec un couteau à fromage avant que Martha ne puisse intervenir.
Un Arthur ensanglanté et échevelé annonce qu'il n'y aura pas de mariage et quitte l'Église. Linda se rend à ses côtés pour panser ses blessures, il s'ensuit une discussion sur la vie dans la classe normale et sans argent. Horrifiée, Martha lui dit qu'il peut avoir sa fortune car aucun Bach n'a jamais été dans la classe ouvrière. Arthur refuse, mais à la dernière minute, parle en privé à Martha. Quand il revient à côté de Linda, il lui dit qu'il a de nouveau refusé — l'invitation à dîner de Martha, mais il a accepté l'argent. Le chauffeur Bitterman (Ted Ross) s'en réjouit et emmène le couple pour une balade dans Central Park.

## Fiche technique
- Titre : Arthur
- Réalisation : Steve Gordon
- Scénario : Steve Gordon
- Musique : Burt Bacharach
- Photographie : Fred Schuler
- Montage : Susan E. Morse
- Production : Robert Greenhut
- Société de production : Orion Pictures
- Société de distribution : Warner Bros.
- Pays de production :  États-Unis
- Langue : Anglais
- Format : Couleur - Mono - 35 mm - 1.85:1
- Genre : Comédie, Romance
- Durée : 97 min
- Dates de sortie : 
  - États-Unis : 17 juillet 1981
  - France : 6 janvier 1982

## Distribution
- Dudley Moore (VF : Pierre Arditi) : Arthur Bach
- Liza Minnelli (VF : Béatrice Delfe) : Linda Marolla
- John Gielgud (VF : René Bériard) : Hobson
- Jill Eikenberry (VF : Monique Thierry) : Susan Johnson
- Barney Martin (VF : Jean Violette) : Ralph Marolla
- Stephen Elliott (VF : Raymond Loyer) : Burt Johnson
- Ted Ross (VF : Robert Liensol) : Bitterman
- Geraldine Fitzgerald (VF : Jacqueline Porel) : Martha Bach
- Thomas Barbour (VF : Claude Joseph) : Stanford Bach
- Anne De Salvo (VF : Michelle Bardollet) : Gloria
- Peter Evans (VF : Guy Chapellier) : Preston
- Irving Metzman (VF : Georges Berthomieu) : Le garde de sécurité
- Lou Jacobi (VF : Francis Lax) : Le fleuriste
- Phyllis Somerville : La vendeuse

## Autour du film
- John Travolta était originellement pressenti pour jouer le rôle-titre, mais l'acteur tournait à la même période Blow Out, Dudley Moore parvient à obtenir le rôle principal.
- Arthur restera le seul et unique film de la carrière de Steve Gordon, décédé l'année suivante d'une crise cardiaque à l'âge de 44 ans.

## Suites
- Arthur 2: dans la dèche (Arthur 2: On the Rocks) réalisé par Bud Yorkin en 1988
- Arthur, un amour de milliardaire, remake de l'original, réalisé par Jason Winer en 2011

## Box-office
- Le film récolta plus de 82 millions au box-office américain, le plaçant au quatrième rang des films les plus lucratifs de l'année 1981.

## Distinctions
Le film a reçu de nombreuses distinctions et a notamment remporté deux Oscars.

### Nominations
- Oscars :
  - Meilleur acteur pour Dudley Moore
  - Meilleur acteur dans un second rôle pour John Gielgud
  - Meilleur scénario original pour Steve Gordon
  - Meilleure chanson originale pour Arthur's Theme (Best That You Can Do), paroles et musique de Peter Allen, Christopher Cross, Burt Bacharach et Carole Bayer Sager
- Golden Globes :
  - Meilleur film musical ou de comédie
  - Meilleur acteur pour Dudley Moore
  - Meilleure actrice pour Liza Minnelli
  - Meilleur acteur dans un second rôle pour John Gielgud
  - Meilleure chanson originale pour Arthur's Theme (Best That You Can Do), paroles et musique de Peter Allen, Christopher Cross, Burt Bacharach et Carole Bayer Sager
- BAFA Awards :
  - Meilleur acteur dans un second rôle pour John Gielgud
  - Meilleure musique de film pour Burt Bacharach

### Récompenses
- Oscars :
  - Meilleur acteur dans un second rôle pour John Gielgud
  - Meilleure chanson originale pour Arthur's Theme (Best That You Can Do), paroles et musique de Peter Allen, Christopher Cross, Burt Bacharach et Carole Bayer Sager
- Golden Globes :
  - Meilleur acteur pour Dudley Moore
  - Meilleur acteur dans un second rôle pour John Gielgud
  - Meilleure chanson originale pour Arthur's Theme (Best That You Can Do), paroles et musique de Peter Allen, Christopher Cross, Burt Bacharach et Carole Bayer Sager